# تیروزینمی نوع یک
تیروزینمی نوع یک (به انگلیسی: Type I tyrosinemia) (نوع کبدی کلیوی) نوعی ناهنجاری مادرزادی متابولیسم است.
تیروزینمی نوع I یک اختلال ژنتیکی است که متابولیسم اسید آمینه تیروزین را مختل می کند و در نتیجه به کبد و کلیه ها و اعصاب محیطی آسیب می رساند. ناتوانی سلول ها در پردازش تیروزین می تواند منجر به آسیب مزمن کبدی شود که به نارسایی کبد ختم می شود، همچنین بیماری کلیوی و راشیتیسم.  علائمی مانند رشد ضعیف و بزرگ شدن کبد با تظاهرات بالینی بیماری همراه است. اگر از طریق غربالگری نوزاد تشخیص داده نشود و مدیریت قبل از ظهور علائم شروع نشود، تظاهرات بالینی بیماری معمولاً در دو سال اول زندگی رخ می دهد.  شدت بیماری با زمان شروع علائم مرتبط است که زودتر شدیدتر است. اگر از طریق غربالگری نوزادان قبل از تظاهرات بالینی تشخیص داده شود و با رژیم غذایی و دارو به خوبی مدیریت شود، رشد و تکامل طبیعی امکان پذیر است.

## علائم بالینی
- شکل حاد در نوزاد یا شیرخوار: علائم آن شامل بوی ویژه مثل کلم پخته، استفراغ، کاهش گلوکز خون، بزرگی کبد، نارسایی شدید کبد، وضعیت هیپر اکستانسیون شدید سر و تنه، آسیب توبولی کلیه به صورت سندرم فانکونی، خونریزی، سپتیسمی و مرگ است.
- شکل مزمن: علائم آن شامل هوش طبیعی، عقب‌ماندگی رشد، بزرگی کبد، سیروز، نرمی استخوان، هماتوم، آسیب توبولی کلیه، آسیب اعصاب محیطی به صورت درد و گزگز و مورمور، ضعف عضلانی که ممکن است به سمت فلج برود، علائم سیستمیک سیستم عصبی خودکار نظیر پرفشاری خون، بالا رفتن ضربان قلب و ایلئوس، پادرد، بزرگی طحال، واریس مری و خونریزی از آن، در نیمی از موارد بزرگ شدن کلیه‌ها، هیپرتروفی جزایر لانگرهانس که بدون علامت است، حملات عصبی ناشی از پورفیرین‌ها و در برخی از بیماران تشنج یا رفتارهای خود تخریب است.

## نقص آنزیمی
نقص در آنزیم فوماریل استو استات هیدرولاز.

## توارث ژنتیکی
اتوزوم مغلوب.

## میزان بروز
در اسکاندیناوی یک مورد در هر صد هزار تولد زنده و در شمال شرقی ایالت کبک کانادا ۱٫۴۶ مورد درهر هزار تولد زنده در کانادایی‌های با اجداد فرانسوی است.

## روش تشخیص
- در بررسی اسیدهای آلی ادرار، سوکسینیل‌استون بالا تشخیصی است که گاهی می‌تواند طبیعی باشد. مشتقات ۴ هیدروکسی فنیل این ماده هم بالاست.
- اسیدهای آمینه پلاسما: افزایش یا طبیعی بودن تیروزین، افزایش متیونین.
- پورفیرین‌های ادرار: افزایش اسید دلتا آمینو لولینیک.
- آلفا فتوپروتئین سرم: طبیعی یا بالا.
- آزمون‌های کبدی: غیرطبیعی.
- سایر آزمون‌ها: کاهش گلوکز خون، زمان پروترومبین و زمان نسبی ترومبوپلاستین غیرطبیعی، آمینواسیدوری جنرالیزه.

## درمان
نیتیزینون که در واقع همان ۲-نیترو ۴-تری فلورومتیل بنزوئیل ۳–۱ سیکلوهگزان دیول است به میزان ۱ تا ۲ میلی‌گرم به ازای هر کیلوگرم وزن بیمار دو بار روزانه بایستی تجویز شود. این ماده مهارکننده ۴-هیدروکسی‌فنیل‌پیرووات دی‌اکسیژناز بوده و باعث توقف تجمع متابولیت‌های سمی و بالا رفتن تیروزین می‌شود. رژیم غذایی با محدودیت فنیل‌آلانین و تیروزین نیز لازم است. در موارد بروز نارسایی کبد یا کارسینوم سلول کبدی، پیوند کبد ضروری است.

## عوارض
شامل کارسینوم سلول کبدی (جهت تشخیص نیاز به بررسی آلفا فیتوپروتئین دارد) و نارسایی کلیه است.

## پیش‌آگهی
پیش‌آگهی با تجویز نیتیزینون خوب است.

## آزمون تشخیص قبل از تولد
با بررسی آنزیم در آمنیوسیت‌های کشت شده یا مواد حاصل از نمونه‌گیری از پرزهای جفتی یا اندازه‌گیری غلظت سوکسینیل‌استون در مایع آمنیوتیک صورت می‌گیرد.